# Plesso brachiale
Il plesso brachiale è uno dei sei plessi nervosi appartenenti al sistema nervoso periferico costituito dai rami anteriori dei nervi spinali.
È formato dai rami anteriori dei nervi cervicali quinto, sesto, settimo e ottavo (C5-C8), dal ramo anteriore del primo nervo toracico (T1) e da rami anastomotici dei nervi quarto cervicale (C4) e secondo toracico (T2). Questo plesso si estende dal midollo spinale, attraverso il canale cervico-ascellare nel collo, al di sopra della prima costa e nell'ascella. Fornisce fibre nervose afferenti ed efferenti al c. Nervo scoperto , alla spalla, al braccio e alla mano.

## Struttura
Il plesso brachiale è diviso in cinque radici, tre tronchi, sei divisioni (tre anteriori e tre posteriori), tre corde e cinque rami. Ci sono cinque rami "terminali" e numerosi altri rami "pre-terminali" o "collaterali", come il nervo sottoscapolare, il nervo toracodorsale e il lungo nervo toracico, che lascia il plesso in vari punti lungo la sua lunghezza. Una struttura in genere utilizzata per identificare parte del plesso brachiale nelle dissezioni da cadavere è la forma a M o W, che si forma dal nervo muscolocutaneo (dal cordone laterale, dal nervo mediano, dal cordone mediale e dal nervo ulnare.

### Radici
Le cinque radici sono i cinque rami anteriori dei nervi spinali, successivamente al loro apporto segmentale ai muscoli del collo. Il plesso brachiale emerge a cinque diversi livelli: C5, C6, C7, C8 e T1. C5 e C6 si fondono per dare luogo al tronco superiore, C7 prosegue senza interrompersi formando il tronco centrale e C8 e T1 si uniscono per stabilire il tronco inferiore. In alcuni casi si possono avere alcune fibre nervose provenienti da C4 o da T2. Il nervo dorsale della scapola proviene dalle radici di C4 e C5 ed innerva l'elevatore della scapola ed i muscoli romboidi che retraggono la scapola. Il nervo succlavio ha origine sia da C5 sia da C6 e innerva il muscolo succlavio, un muscolo che comporta il sollevamento delle prime costole durante la respirazione. Il lungo nervo toracico deriva da C5, C6 e C7. Questo nervo innerva il muscolo dentato anteriore, che disegna lateralmente la scapola ed è il muscolo principale in tutti i movimenti in avanti e di spinta.

### Tronchi primari
I tronchi primari si formano dall'unione delle radici, ovvero dei vari rami anteriori dei nervi spinali.
- Il tronco primario superiore origina dall'unione del ramo anteriore di C5 e C6, con contributi dal ramo anastomotico discendente di C4.
- Il tronco primario medio costituisce una continuazione diretta di C7.
- Il tronco primario inferiore origina dall'unione di C8 e T1, con contributi dal ramo anastomotico ascendente di T2.

I tronchi primari si trovano alla base del collo, nella loggia sopraclavicolare maggiore, tra il muscolo scaleno anteriore (anteriormente) e i muscoli scaleni medio e posteriore (posteriormente). Sono mantenuti in sede da una lamina fibrosa, dipendente dalla fascia cervicale superficiale, che li àncora ai muscoli scaleni. I tronchi primari, appena sopra oppure dietro alla clavicola, danno due rami di divisione, uno anteriore e uno posteriore. I primi due tronchi (quello superiore ed il medio) si trovano ad un livello superiore rispetto all'arteria succlavia, mentre l'ultimo (l'inferiore) si trova collocato proprio dietro tale arteria. Tutti e 3 i tronchi decorrono poi al di dietro della clavicola per poi portarsi nella cavità ascellare.

### Divisioni
Ogni tronco primario quindi si divide in due rami, per formare sei divisioni:
- divisione anteriore dei tronchi superiore, medio e inferiore
- divisione posteriore dei tronchi superiore, medio e inferiore

Se si osserva il corpo umano in posizione anatomica, le divisioni anteriori risultano superficiali rispetto alle divisioni posteriori. 

### Tronchi secondari (corde, fascicoli)

Diagramma che rappresenta il plesso brachiale facendo ricorso ai colori per illustrare il contributo di ogni radice nervosa alle branche

Il plesso brachiale, incluse tutte le branche dei rami ventrali primari C5-T1

Queste sei divisioni si raggruppano per diventare i tre tronchi secondari o corde, dei grandi fasci di fibre nervose. Le corde sono nominate in base alla loro posizione rispetto all'arteria ascellare.
- Il tronco secondario posteriore (o corda posteriore) è formato dall'unione dei rami posteriori dei tre tronchi primari (da C5 a C8, T1).
- Il tronco secondario laterale (o corda laterale) è formato dalle divisioni anteriori dei tronchi primari superiore e medio (C5, C6 e C7)
- Il tronco secondario mediale (o corda mediale) costituisce una continuazione diretta della divisione anteriore del tronco primario inferiore (C8, T1)

### Branche (rami)
I rami sono elencati di seguito. La maggior parte delle diramazioni deriva direttamente dalle corde, ma alcune diramazioni possono derivare direttamente dalle strutture più a monte. I cinque rami indicati sulla sinistra sono considerati "rami terminali". Questi rami terminali sono il nervo muscolocutaneo, il nervo ascellare, il nervo radiale, il nervo mediano e il nervo ulnare. Dal momento che entrambi emergono dal cordone laterale, il nervo muscolocutaneo e il nervo mediano sono in stretta relazione. È stato anche dimostrato che il nervo muscolocutaneo invia un ramo al nervo mediano, e ciò ne rafforza le relazioni e collegamenti. In letteratura medica sono state segnalate diverse varianti nel modello di ramificazione, ma la loro frequenza nella popolazione è piuttosto rara.

### Rami terminali
I rami terminali originano come diretta continuazione dei tronchi secondari.
- Dal tronco secondario posteriore originano il nervo ascellare e il nervo radiale. Il primo (nervo ascellare) si suddivide in una branca anteriore ed una posteriore ed è importante per l'innervazione del muscolo deltoide e del muscolo piccolo rotondo. Inoltre provvede all'innervazione sensitiva della cute della spalla, della porzione laterale del braccio e dell'articolazione scapolo-omerale. Il secondo (nervo radiale) viene ad irradiare i muscoli della loggia posteriore del braccio e dell'avambraccio (quindi muscolo tricipite brachiale, muscolo supinatore, muscolo anconeo, il muscolo brachioradiale) e i muscoli estensori dell'avambraccio oltre che gli estensori del polso e della mano (dita comprese).
- Il tronco secondario laterale si divide in un ramo superiore e uno inferiore. Dal ramo superiore origina il nervo muscolocutaneo, mentre il ramo inferiore si unisce al ramo superiore del tronco secondario mediale formando il nervo mediano. Il nervo muscolocutaneo è un nervo misto che innerva i muscoli anteriori del braccio provvedendo anche all'innervazione sensitiva della cute della regione laterale dell'avambraccio. Il nervo mediano è esso pure un nervo misto che innerva i muscoli anteriori dell'avambraccio (ad eccezione del muscolo flessore ulnare del carpo e la parte del muscolo flessore profondo delle dita che interessa il 4° e 5° dito); innerva anche il 1° e 2°muscolo lombricale della mano ed i muscoli dell'eminenza tenar (tranne il muscolo adduttore del pollice e il capo profondo del muscolo flessore breve del pollice).
- Il tronco secondario mediale si divide in un ramo superiore e uno inferiore. Il ramo superiore si unisce al ramo inferiore del tronco secondario laterale formando il nervo mediano, mentre dal ramo inferiore originano il nervo ulnare, il nervo cutaneo mediale del braccio e il nervo cutaneo mediale dell'avambraccio. Il nervo ulnare è un nervo misto che innerva nella zona anteriore dell'avambraccio il muscolo flessore ulnare del carpo e il ventre mediale del muscolo flessore profondo delle dita; inoltre nella mano innerva il muscolo flessore breve del pollice (il capo profondo), il muscolo adduttore del pollice, e i muscoli interossei sia della regione palmare sia di quella dorsale, il 3° e 4° lombricale nonché i muscoli dell'eminenza ipotenar. Il nervocutaneo mediale del braccio è invece un nervo unicamente sensitivo, che provvede all'innervazione della cute del braccio, regione mediale. Il nervo cutaneo mediale dell'avambraccio è pure esso esclusivamente sensitivo e provvede all'innervazione della cute dell'avambraccio, regione mediale.

Lo schema sottostante ricapitola l'innervazione dei rami terminali.
| Branche terminali    | Innervazione sensitiva                                                        | Innervazione muscolare                                                                                                 |
| -------------------- | ----------------------------------------------------------------------------- | --- |
| Nervo muscolocutaneo | Cute dell'avambraccio anterolaterale                                          | Brachiale, bicipite brachiale, coracobrachiale                                                                         |
| Nervo ascellare      | Cute della porzione laterale della spalla e della parte superiore del braccio | Deltoide e piccolo rotondo                                                                                             |
| Nervo radiale        | Regione posteriore dell'avambraccio laterale e polso; braccio posteriore      | Tricipite brachiale, brachioradiale, anconeo, muscoli estensori del braccio e avambraccio                              |
| Nervo mediano        | Cute dei 2/3 laterali della mano e della punta delle dita dal 1° al 4° dito   | Flessori dell'avambraccio, eminenza tenar, lombricali della mano 1-2                                                   |
| Nervo ulnare         | Cute del palmo e del lato mediale della mano e dita 3-5                       | Eminenza ipotenar, alcuni flessori dell'avambraccio, adduttore del pollice, muscoli lombricali 3-4, muscoli interossei |

### Rami collaterali
I rami collaterali originano sia dai tronchi primari sia dai tronchi secondari. Possono essere suddivisi in ventrali e dorsali.
- Rami dorsali
  - Nervo dorsale della scapola si dirige verso l'angolo della scapola e successivamente scende lungo il margine mediale di quest'osso; innerva l'elevatore della scapola e i muscoli piccolo e grande romboideo.
  - Nervo toracico lungo si dirige verso il basso nella regione mediale della cavità ascellare, decorrendo lungo il muscolo dentato anteriore (che provvede ad innervare)
  - Nervo sottoscapolare superiore innerva il muscolo sottoscapolare
  - Nervo sottoscapolare medio partecipa all'innervazione del muscolo sottoscapolare e innerva il muscolo grande rotondo.
  - Nervo sottoscapolare inferiore innerva il muscolo grande dorsale, insieme ad altre fibre nervose di diversa provenienza
  - Nervo toracodorsale decorre fino al muscolo grande dorsale partecipando alla sua innervazione
- Rami ventrali
  - Nervo succlavio espleta l'innervazione del muscolo succlavio
  - Nervo del muscolo grande pettorale è deputato all'innervazione del muscolo omonimo
  - Nervo del muscolo piccolo pettorale va ad innervare il muscolo omonimo
  - Nervo sovrascapolare decorre all'indietro passando attraverso l'incisura della scapola; penetra quindi nella fossa sovraspinata di quest'osso e va ad innervare il muscolo sovraspinato; prosegue quindi verso il basso penetrando nella fossa sottospinata per provvedere all'innervazione oltre che del muscolo sottospinato anche del muscolo piccolo rotondo.

### Branche specifiche
Grassetto indica le radici spinali primarie del nervo. Italico indica le radici spinali che spesso, ma non sempre, contribuiscono al nervo.
| Da               | Nervo                                              | Radici             | Muscoli | Innervazione cutanea |
| Radici           | Nervo scapolare dorsale                            | C4, C5             | Muscoli romboidi e elevatore della scapola | - |
| Radici           | Nervo toracico lungo                               | C5, C6, C7         | Muscolo dentato anteriore | - |
| Radici           | Ramo al nervo frenico                              | C5                 | Diaframma | - |
| Tronco superiore | Nervo succlavio                                    | C5, C6             | Muscolo succlavio | - |
| Tronco superiore | Nervo soprascapolare                               | C5, C6             | Sopraspinato e infraspinato | - |
| Corda laterale   | Nervo del muscolo grande pettorale                 | C5, C6, C7         | Grande pettorale e piccolo pettorale (comunicando con il nervo pettorale mediale) | - |
| Corda laterale   | Nervo muscolocutaneo                               | C5, C6, C7         | Coracobrachiale, brachiale e bicipite brachiale | Diviene il nervo cutaneo laterale dell'avambraccio Innerva la cute dell'avambraccio anterolaterale e articolazione del gomito.                                                                                |
| Corda laterale   | Radice laterale del nervo mediano                  | C5, C6, C7         | Fibre al nervo mediano (vedi sotto) | - |
| Corda posteriore | Nervo sottoscapolare superiore                     | C5, C6             | Muscolo sottoscapolare (parte superiore) | - |
| Corda posteriore | Nervo toracodorsale (nervo sottoscapolare mediano) | C6, C7, C8         | Muscolo grande dorsale | - |
| Corda posteriore | Nervo sottoscapolare inferiore                     | C5, C6             | Muscolo sottoscapolare (parte inferiore) e muscolo grande rotondo | - |
| Corda posteriore | Nervo ascellare                                    | C5, C6             | Branca anteriore: deltoide e una piccola area di cute sovrastante branca posteriore: muscolo piccolo rotondo e muscolo deltoide | Il ramo posteriore diventa il nervo cutaneo laterale superiore del braccio. Innerva la cute laterale della spalla e del braccio; articolazione della spalla.                                                  |
| Corda posteriore | Nervo radiale                                      | C5, C6, C7, C8, T1 | Tricipite brachiale, muscolo supinatore, muscolo anconeo, i muscoli estensori dell'avambraccio, e il muscolo brachioradiale | Cute posteriore del braccio come nervo cutaneo posteriore del braccio. Anche il ramo superficiale del nervo radiale innerva la cute del dorso della mano, compresa la rete di cute tra il pollice e l'indice. |
| Corda mediale    | Nervo pettorale mediale                            | C8, T1             | Muscolo grande pettorale e muscolo piccolo pettorale | - |
| Corda mediale    | Radice mediale del nervo mediano                   | C8, T1             | Tutti i muscoli flessori dell'avambraccio, eccetto il muscolo flessore ulnare del carpo e la parte del muscolo flessore profondo delle dita che interessa il 4° e 5° dito; 1° e 2° muscolo lombricale. Muscoli dell'eminenza tenar da un ramo tenar ricorrente.   | Porzioni della mano non innervate dal nervo ulnare o radiale, ad esempio la cute della zona palmare del pollice, l'indice e il medio, metà dell'anulare e il letto ungueale di queste dita.                   |
| Corda mediale    | Nervo cutaneo mediale del braccio                  | C8, T1             | - | Cute anteriore e mediale del braccio |
| Corda mediale    | Nervo cutaneo mediale dell'avambraccio             | C8, T1             | - | Cute mediale dell'avambraccio |
| Corda mediale    | Nervo ulnare                                       | C8, T1             | Muscolo flessore ulnare del carpo, il mediale dei due ventri del muscolo flessore profondo delle dita, i muscoli intrinseci della mano, eccetto i muscoli dell'eminenza tenar e i due muscoli lombricali laterali della mano che sono innervati dal nervo mediano | Cute del lato mediale della mano e metà delle dita sul lato palmare e una piccola parte delle dita sul lato dorsale.                                                                                          |

## Funzioni
Il plesso brachiale è responsabile dell'innervazione cutanea e muscolare dell'intero arto superiore, con due eccezioni: il muscolo trapezio innervato dal nervo accessorio spinale e un'area di cute vicino all'ascella innervata dal secondo nervo intercostale (nervo intercostobrachiale). Il plesso brachiale comunica attraverso il tronco simpatico tramite rami grigi comunicanti che si uniscono alle radici del plesso.
I rami terminali del plesso brachiale (nervo muscolocutaneo, nervo ascellare, nervo radiale, nervo mediano e nervo ulnare) Hanno tutti specifiche funzioni sensoriali, motorie e propriocettive.

## Vascolarizzazione
Il plesso brachiale è irrorato da varie ramificazioni dell'arteria succlavia. In particolare, il quinto ed il sesto ramo ventrale cervicale sono vascolarizzati da rami importanti provenienti dall'arteria vertebrale, mentre rami derivanti dal tronco costocervicale raggiungono l'ottavo ramo ventrale cervicale ed il primo ramo ventrale toracico. Anche le arterie soprascapolare e cervicale superficiale, originarie del tronco tireocervicale, sono fondamentali per il corretto funzionamento del plesso.